# Miss Mundo 1973
Miss Mundo 1973 foi a 23.ª edição do concurso de beleza feminino de Miss Mundo. O certame idealizado pelo presidente da Mecca Leisure Group, Eric Douglas Morley, foi realizado no dia 23 de novembro de 1973. Tendo como palco o Royal Albert Hall, o concurso reuniu cinquenta e quatro (54) candidatas - uma a mais que no ano anterior - de diferentes países. A vencedora do certame foi representante dos Estados Unidos, Marjorie Wallace, coroada por sua antecessora, Miss Mundo 1972, Belinda Green.

## Concurso

### 23.ª Edição
Dois países se retiraram da competição deste ano (Guiana e Uruguai) e cinco não realizaram a eleição de suas concorrentes ao concurso (Libéria, Nigéria, Panamá, Tunísia e Trinidad e Tobago), portanto, eram esperadas apenas 61 candidatas. Nas Bahamas, por motivos de comemorações pela independência, a disputa local não foi realizada, mas a organização designou a terceira colocada do concurso nacional do ano anterior, Deborah Louise Isaacs, como seu representante. Na Índia, o concurso também não foi realizado, mas os organizadores decidiram enviar uma das finalistas do ano anterior, Firoza Cooper. Os colombianos enviaram sua terceira princesa do Señorita Colômbia 1972, Elsa María Springtube. No Equador, Ana Patricia Rivadeneira Peña, foi inicialmente escolhida, mas por motivos desconhecidos, ela não viajou para Londres. Devido a um desentendimento entre os Morleys e os organizadores do Miss Alemanha, eles decidiram não enviar sua vencedora, Ingeborg Braun, para o Miss Mundo, mas para o Miss Internacional.
Neste ano, os organizadores pediram a seus diretores que associassem seus eventos ao Variety Club ou a qualquer causa beneficente de sua escolha, para mudar a má reputação que os concursos de beleza tinham em todo o mundo, comparados a "mercados de gado". Eles queriam dar outro significado a esses concursos e a renda gerada por eles nos diferentes países seria usada para o benefício de causas sociais, seguindo o lema de Julia Morley de "Beleza com um Propósito". O concurso Miss África do Sul beneficiou a Fundação Alexander Hostel, em Bahamas, os organizadores ofereceram uma bolsas de estudos para jovens de baixa renda e em Honduras, contribuição à Cruz Vermelha do país. O Miss Filipinas doou dinheiro para as crianças de rua, a Miss Suíça ajudou a desenvolver corações artificiais, e Miss Estados Unidos arrecadou dinheiro para beneficiar o "American Cancer Society". Além disso, depois de vencer sua competição nacional, cada candidata teve que preencher um questionário onde deveria indicar quais lugares gostaria de visitar em Londres. Com base nisso, a organização tentou fixar os cronogramas de atividades para poder atender às solicitações da maioria das participantes.
Enquanto a imprensa se dedicava a cobrir o casamento da princesa Anne e do capitão Mark Phillips, o concurso foi quase ignorado. A coroa foi novamente mudada. Desta vez, era uma simples tiara de strass, mas bastante leve e capaz de resistir a quedas acidentais. Em vista do sucesso das casas de apostas, a Meca não queria ser deixada para trás. Eles também abriram uma agência e criaram um sistema de cupom triplo e no qual o público, que se sintonizava todos os anos pela BBC One, podia apostar por alguns centavos quem seria a vencedora e as duas primeiras finalistas em ordem exata. Os vencedores receberiam todas as probabilidades múltiplas oferecidas pelas apostas individuais. Naquela época, a menor probabilidade era 12-1, o que significaria um lucro de £173 libras para cada £10 jogados, no caso de selecionar a ordem correta das vencedoras. A maioria das apostas visavam principalmente donas de casa e seus parentes, que geralmente apostavam em seus favoritos entre os membros da família enquanto assistiam à transmissão do concurso.
Embora este ano nenhum país tenha estreado no Miss Mundo, sete países ausentes na última edição retornaram: Colômbia, Chipre, Coreia do Sul, Líbano, Luxemburgo, Peru e Sri Lanka (antigo Ceilão). A idade das candidatas variou de 17 a 24 anos, sendo as mais jovens de Gibraltar, África do Sul, Guão e Irlanda, enquanto a mais velha foi Miss Reino Unido. As representantes da Áustria, Bélgica, Bermudas, Canadá, França, México, Nova Zelândia, Singapura, Sri Lanka e Reino Unido (como Inglaterra) tinham experiência anterior no concurso Miss Universo daquele mesmo ano. A candidata de Luxemburgo participou do Miss Internacional; e a menina colombiana no Rainha Internacional do Café de 1973.
Durante os ensaios a Miss Jamaica caiu de uma escada e sofreu uma contusão. As últimas apostas da Ladbrokes indicaram que a grande favorita era Miss Israel com 10 para 1, seguida de perto pela Miss África do Sul e Miss Estados Unidos, ambas com 12-1. Pela Williams Hills, as apostas favoreceram a Miss Estados Unidos com 12 para 1, seguida pela Miss Israel, Miss África do Sul e Miss Reino Unido com 14 para 1. Na véspera do concurso, três candidatas adoeceram, devido ao frio excessivo que estava em Londres naquele inverno. Miss Austrália passou os últimos dois dias na cama, mas melhorou apenas para participar do ensaio final. As outras duas meninas que ficaram doentes foram de Guão e Gibraltar, mas ambas também compareceram ao ensaio. O vírus da gripe também afetou quatro das doze acompanhantes e quatro seguranças, dois dos quais tiveram que ser substituídos.

### Final
Este ano não houve demonstrações contra o concurso fora do Royal Albert Hall. Às 19h15 da sexta-feira, 23 de novembro, as portas foram abertas ao público e às 19h45, estavam fechadas. Cada pessoa, dos 3.500 que ocupariam o local naquela noite, tiveram que passar por um arco antimetálico e suas malas foram apreendidas para evitar eventos como os de 1970. Às 20 horas, o evento começou com os acordes da orquestra de Phil Tate e a entonação do Hino Nacional Britânico. Eric Morley iniciou o evento como de costume e deu suas palavras de agradecimento antes de chamar as 54 candidatas ao palco em sua primeira apresentação da noite, em vestidos de noite, que foram apresentadas em ordem alfabética. As jovens, enquanto desfilavam, foram para os camarins para vestir seus trajes de banho. Elas imediatamente desfilaram em seus trajes de banho, individualmente, e depois em grupos de seis competidoras, que posaram na frente dos jurados para que eles pudessem fazer as comparações apropriadas. Algumas das participantes desfilaram descalças. Posteriormente foram apresentadas as 15 semifinalistas à plateia em trajes de banho.
Michael Aspel prosseguiu com o anúncio das sete finalistas, que ele entrevistou brevemente conforme as apresentava. As finalistas foram a candidata da República Dominicana, Israel, Jamaica, Filipinas, África do Sul, Reino Unido e Estados Unidos. A dominicana disse que possuía uma academia, Miss Israel disse que sua ambição era viajar ao redor do mundo, a jamaicana falou de suas realizações como campeã júnior de tênis, Miss Filipinas disse que praticava karatê e dizia algumas palavras em seu idioma, o tagalo, já a sul-africana disse que falava africâner, alemão e inglês e chamava inadvertidamente de Aspel "papai"; a britânica disse que queria se tornar cantora e a garota norte-americana falou de suas viagens como representante americana. Os jurados, nesta oportunidade, avaliaram também a personalidade das competidoras para decidir quem era a nova Miss Mundo e a ordem das finalistas. Michael Aspel convidou Julia Morley para apresentar os prêmios e Eric Morley para dar os resultados do concurso em ordem inversa. Enquanto isso, as sete meninas esperavam nos bastidores. Note-se que este ano os prêmios dos finalistas aumentaram.
Na quinta posição, Miss África do Sul, Shelley Latham, que ganhou um prêmio de 250 libras. Em quarto lugar, Miss Israel, Haja Katzir, com £ 500. A Miss Jamaica, Patsy Yuen ficou em terceiro lugar com um prêmio de mil libras e Miss Filipinas, Evangeline Pascual, ganhou £ 1.500 depois de ser nomeada vice-campeã. Todos as finalistas receberam coroas nos bastidores e Julia Morley as presenteou com seus troféus de prata no palco. Nos bastidores, estavam a as candidatas da República Dominicana, Reino Unido e Estados Unidos.
E a Miss World 1973 é… Miss Estados Unidos!, Marjorie Wallace, uma loira de 19 anos de idade, com olhos castanhos, um metro e oitenta de altura, pesando 112 quilos e medidas de 35 a 24-35, tornou-se a primeira americana a obter a cobiçada coroa. Marjie (seu apelido) recebeu a faixa de Jon Osborne, um membro da equipe, nos bastidores e saiu para receber seu troféu de prata de Julia Morley. Imediatamente ela se sentou no trono, onde um assistente colocava sua capa real e a rainha cessante, Belinda Green, a coroava. O assistente substituiu rapidamente o troféu pelo cetro e a novíssima rainha deu seu passeio triunfal com a marcha oficial do concurso antes de sentar no trono e ser parabenizado pelas finalistas, para concluir a transmissão. O evento foi visto ao vivo no Reino Unido e atrasado nos Estados Unidos, Austrália, Nova Zelândia e, pela primeira vez, na Venezuela pela Venevision. Somente na Grã-Bretanha, estimou-se que mais de 30 milhões de telespectadores haviam participado do concurso. Marjorie ganhou um cheque de £ 3.000 e a chance de ganhar outros £ 50.000 durante seu ano de reinado por publicidade e aparições pessoais.
No Baile da Coroação, realizado no Lyceum Ballroom, as vencedoras receberam oficialmente seus cheques. Da mesma forma, as semifinalistas restantes ganharam £ 50 cada, enquanto as classificadas no sexto e sétimo lugar receberam troféus de prata, juntamente com £ 150 e £ 100 respectivamente. Eles eram Miss Reino Unido (6) e Miss República Dominicana (7). Marjorie dançou a noite toda com o boxeador Joe Bugner e com seu cantor inglês favorito, Engelbert Humperdinck, com quem deu alguns beijos sensuais e com os quais iniciou seu reinado, que seria escandaloso.

### Demissão
Julia Morley afirmou que, para o próximo evento, o tempo da entrevista aumentará de 3 para 5 minutos, para que os juízes possam conhecer melhor cada participante antes de avaliá-los na noite final. Além disso, ela disse que durante os 15 dias do concurso de 1974, as candidatas seriam avaliadas por um painel de juízes diferente, de preferência composto por mulheres, para avaliar o comportamento social das meninas durante os eventos anteriores.
Marjorie rapidamente se apaixonou pela fama, que subiu à sua cabeça. Um primeiro episódio envolvendo a rainha da beleza ocorreu em 18 de dezembro, durante uma visita à cidade de Hythe, Kent. Um dos policiais, Brian McConnell, 29 anos, encarregado de sua escolta, foi multado e demitido por ter saído para tomar uma bebida em uma boate da cidade com Marjorie. No Natal, ela posou em um navio de guerra ao lado de marinheiros e visitou os salões da Meca, participou de inaugurações de supermercados e clubes. No final de dezembro, ela participou, juntamente com o jornalista Don Short, de um concerto que Tom Jones deu no London Palladium e com quem ela conheceu nos bastidores. Depois do Ano Novo, as coisas começaram a desandar, quando confessou que sentia muita falta de sua casa. Dias depois, porém, a BBC a chamou para assistir a um programa de televisão de Tom Jones em Barbados como convidada especial. Consequentemente, ela viajou até a ilha  acompanhada por Julia Morley por 10 dias e, em uma das gravações, Tom e Marji se beijaram controversamente, iniciando rumores sobre um possível relacionamento amoroso entre eles. Julia Morley, furiosa, exigiu que as fotos do beijo fossem editadas, pois não foram incluídas no roteiro original. A partir daí as discussões e brigas entre as duas começaram. Até Julia encontrar um bilhete embaixo da porta do quarto de hotel, onde a ameaçaram e exigiram que ela voltasse para casa. Marji disse que não tinha nada a ver com a mensagem, mas acusou Morley de ser pedante e "de mente fechada". Julia decidiu deixar Wallace e retornou imediatamente a Londres, apresentando uma imagem de exaustão nervosa que durou uma semana. Depois de o casal passar algum tempo flertando, a americana retornou a capital da Grã-Bretanha para cumprir suas obrigações, mas os rumores de romance entre ela e o cantor estavam ficando mais fortes. Ela negou qualquer relacionamento e, além disso, Jones era casado. A BBC adiou a estreia do programa de Jones devido ao incidente.
Inconscientemente, ela era uma mulher determinada, que galanteava (sem pudor) os homens, por exemplo, fez o mesmo na Escócia com o jogador de futebol Derek Parlane, que o envergonhou em um restaurante, tocando sua "virilha" com os pés descalços, enquanto ela lhe pedia para não ser tão tímido. Ela também disse "quero fazer amor com o maior número possível de homens". Em Manchester, ela conheceu o jogador de futebol da Irlanda do Norte George Best, que a convidou para sair na mesma noite em que se conheceram. George a seguiu até Londres e a namorou algumas vezes. Em um jantar, ele declarou que pediria ela em casamento. Mas o romance durou apenas dois dias e terminou tão selvagem quanto começou, quando ela inesperadamente deixou seu apartamento em Marylebone, no meio da visita de Best, para ir à BBC para participar de outro programa de televisão com Tom Jones. Essa foi a última vez que ela viu George Best.
Dias depois, seu apartamento foi assaltado. Garrafas de champanhe, que ela guardava, tinham sido desenroladas e o conteúdo delas regado por toda parte. Ela perdeu o passaporte, as jóias, o casaco de US$ 2.000, recortes de jornais e seu diário pessoal. Eric Morley convocou-a para sua casa em Dulwich e avisou que, continuando a "pairar" com George Best ou Tom Jones, ela estava perdendo muito dinheiro. Ela prometeu não voltar a vê-los, mas duas horas depois encontraria Tom Jones no Churchill Hotel. George Best foi preso em 21 de fevereiro de 1974, acusado de roubar o apartamento de Marjorie. Imediatamente, Marjorie e Julia Morley receberam telefonemas com ameaças, dizendo que iriam desfigurar a beldade e que matariam a esposa de Eric. Seguiu-se que tais ligações foram feitas por fãs do jogador de futebol. Dias depois, alguém enviou um pacote para um jornal londrino com parte dos pertences de Marjorie que haviam sido roubados: passaporte e jóias. Outros pertences foram encontrados dias depois em uma cabine telefônica. O que nunca apareceu foi o casaco. Muito tempo depois, descobriu-se que George Best o jogara em uma lata de lixo por vingança. No entanto, ele não sabia que o passaporte, o dinheiro e o talão de cheques estavam nos bolsos do casaco.
Depois do tumulto, viajou para o seu País para descansar um pouco nos braços de seu "namorado oficial" Peter Revson. Ela deveria ter ficado por dois dias, mas ficou quatro. Ela negou categoricamente os rumores de que desistiria do título para se casar com Revson. Julia Morley a pegou no aeroporto de Heathrow e a levou para seu apartamento em Marylebone. Mas quando chegaram, Peter Revson estava lá, retirando Julia à força do apartamento. No dia seguinte, Eric Morley chamou Marjorie, pronto para demiti-la. Ela não demonstrou emoção e não havia lágrimas: "Não sou nada amarga. Francamente, tudo bem para mim. A tensão estava ficando muito difícil de suportar. Eu não aguentava mais. Eles esperavam administrar minha vida por mim, sem nenhuma vontade própria". Era quinta-feira, 7 de março de 1974. Seu reinado durou exatamente 104 dias. Pela primeira vez na história, uma Miss Mundo fora demitida de seu título. Marjorie manteve seus £ 3.000 que ganhou na noite do concurso e outros £ 15.000 que ganhou com performances durante seus 104 dias de reinado.
Em um comunicado à imprensa, Meca anunciou que a americana havia sido demitido por não atender aos requisitos básicos de uma Miss Mundo: ter um bom relacionamento com a imprensa, disciplina e uma imagem pública de primeira classe. "Chegamos relutantemente à conclusão de que seria contra a concorrência se ela continuasse com o título". Marjorie disse à mídia que não havia má vontade entre ela e Meca e que tudo havia sido de comum acordo. Julia Morley disse que "tinha sido um dia triste para nós, mas não podemos dizer mais nada", ficou chateada com as medidas tomadas, mas acrescentou que elas não tinham outra alternativa, ela quebrou todas as regras de boa conduta que uma detentora da faixa de beleza mundial tinha que ter. "Se uma Miss Mundo tem uma vida sexual ativa, ela deve ser muito discreta", disse Julia. "Não esperamos que a Miss Mundo viva como um anjo. Nós não somos infalíveis. Mas é essencial que, quando uma jovem se tornar Miss Mundo, ela deve agir com decoro. Ela deve ter boas maneiras, ser graciosa, elegante e vestir-se bem o tempo todo, como faria uma embaixadora. Miss Mundo é uma figura. Há mais de 60 países de olho nela durante o ano e alguns desses países têm altos padrões morais a serem observados; portanto, o título não deve ser desonrado. É claro que a Miss Mundo é um ser humano e tem o direito de se apaixonar e viver essas emoções. Aceitamos que ela tenha o direito de ter uma vida pessoal, desde que a mantenha pessoal". Os Morley também anunciaram algo muito importante: Ninguém será escolhida para receber o título de Marjorie, que permanecerá vago até o mês de novembro. Isso desmascara rumores de que a coroa havia sido oferecida à Miss Filipinas e que a jamaicana a substituiu em alguns compromissos.
Marjorie Wallace se refugiou novamente nos braços de Peter Revson e ambos voaram para a Flórida para superar o choque de seu destronamento. Ela disse que ela não se casara com Peter porque ele não havia perguntado, mas que se o fizesse, ela não hesitaria em aceitá-lo. "Eu o amo muito", ela terminou dizendo. Depois, voou para Las Vegas até a casa de sua mãe e acompanhou Peter no aeroporto quando ele estava saindo para a África do Sul. Essa foi a última vez que ela o viu. Em 22 de março, Revson, 35, faleceu tragicamente em um teste de corrida de carros em Midrand, na África do Sul, antes do Grande Prêmio da África do Sul. No momento de sua morte, ele estava usando uma corrente de ouro que a namorada havia lhe dado com a inscrição "Se não fosse por você". Curiosamente, seu irmão Douglas morreu em circunstâncias semelhantes na Dinamarca em 1967. As notícias terríveis chegaram a Marji quando ela estava em Nova York, prestes a embarcar em um voo para encontrá-lo. Trinta anos depois, Julia Morley negou que a demissão tivesse algo a ver com a vida amorosa de Marjorie. "A única razão pela qual Marjorie foi demitida, e com razão, foi porque ela recebeu muitas oportunidades. Ela era tão divertida e encantadora, mas tinha um ótimo compromisso de modelo em Paris e deixou para lá. Os namorados não tinham nada a ver com isso. Eu acho que é saudável para uma garota ter um namorado e uma vida social feliz." 

### Campeã
Marjorie Sue Wallace nasceu em Indianápolis em 23 de janeiro de 1954. Seu pai, Dell Wallace, era dono de uma empresa de suprimentos gerais. Ele se separou da mãe dela, Alice Wallace, quando a mesma tinha 14 anos, e sua mãe foi morar em Las Vegas. Estudou na Broad Ripple High School, destacando-se como uma boa aluna. Aos 17 anos, se apaixonou por um guitarrista chamado Jeff Myers, da banda de rock "Pure Funk", que foi seu primeiro amor. Os dois foram morar juntos. Após dois anos de relacionamento, terminaram abruptamente. Para superar o fracasso do amor, ela saiu de férias para a Flórida com um amigo, onde começou a frequentar grandes festas com bebedeiras e onde experimentou drogas pela primeira vez. Mais tarde, foi para Chicago, onde trabalhou como modelo e anfitriã. Ela voltou para sua cidade natal e, quando estava lá, soube que Peter Revson, o famoso piloto de carros e herdeiro do Empório Revlon, estaria na cidade para participar do "500 Milhas de Indianápolis" e que assinaria autógrafos em uma loja. Lá eles se conheceram e para ela foi amor à primeira vista. No entanto, ela reconheceu mais tarde que o único amor de Revson era o automobilismo.
Durante seu reinado como Miss Mundo, se envolveu em escândalos românticos com o cantor Tom Jones e o jogador de futebol britânico George Best. Ela foi demitida do título após 104 dias de reinado. Seu namorado, Peter Revson, faleceu tragicamente na África do Sul. Ela se sentiu tão mal que não queria ir à audiência contra George Best, que havia sido adiado para 24 de abril e que, por falta de acusação, foi libertado. Tentou buscar conforto em Tom Jones, com quem ela foi vista pouco depois em Las Vegas, mas Jones decidiu romper o relacionamento devido à pressão de sua esposa. Marjorie entrou em depressão profunda e na segunda-feira, 3 de junho, foi encontrada inconsciente por sua irmã Nancy, aparentemente devido a uma overdose de pílulas para dormir. Sua mãe disse que talvez "ela sentisse que não era mais possível continuar". Ela foi tratada no Hospital St. Vincent, em Indianápolis, onde chegou em estado crítico, mas conseguiu ser salva. Ela foi colocada em uma máquina de hemodiálise para limpar os rins. Dias depois, já recuperada, Marji negou ter tentado se matar. "Eu estava deprimida e talvez tenha tomado muitas pílulas para dormir, mas nunca tentei suicídio." Logo depois, ela foi vista novamente com Tom Jones na Cidade do México. Ela disse que não esqueceu Revson, mas que "a vida deve continuar". Então ela se envolveu na televisão com papéis nas séries "Baretta" e "Get Christie Love!". Ela também participou do programa "Match Game".
Em 1975, viajou para Londres quando o aniversário de prata do Miss Mundo foi comemorado por coincidência, para o qual ela não fora convidada. Em uma entrevista, ela disse: "Meu conselho a vencedora é conseguir um bom advogado; caso contrário, você acabará sendo usada como peão em um jogo de xadrez, e foi o que aconteceu comigo. Eu fui explorada. Me arrependo dos erros do passado, mas pelas experiências que tive na vida, agora construirei meu futuro." Em 1975, ela teve um relacionamento romântico com Berry Gordy, da gravadora Motown Records, e depois, em 1976, com o tenista Jimmy Connors, com quem foi morar em Los Angeles, mas o relacionamento não durou muito. Após a separação, mudou-se para Nova York, onde fez castings para sediar shows esportivos na CBS e ABC e participou de inúmeros comerciais de TV. No verão de 1977, conheceu o produtor de cinema Michael Klein em uma festa em Beverly Hills e o casal se casou em maio de 1978; logo depois eles tiveram um filho chamado Adam. Em 1981, ela foi uma das apresentadoras do programa "Entertainment Tonight". Seu casamento com Klein terminou em divórcio em 1982. Logo depois, ela foi romanticamente ligada a Richard A. Cohen. Em 1994, casou-se com o desenvolvedor imobiliário Donald Soffer, de quem se divorciou em 1996. Atualmente mora em Aventura (Flórida).

## Resultados
| Posição                 | País e Candidata |
| Vencedora               | - Estados Unidos - Marjorie Wallace |
| 2º. Lugar               | - Filipinas - Evangeline Pascual |
| 3º. Lugar               | - Jamaica - Patsy Yuen |
| 4º. Lugar               | - Israel - Chaja Katzir |
| 5º. Lugar               | - África do Sul - Shelley Latham |
| 6º. Lugar               | - Reino Unido - Veronica Cross |
| 7º. Lugar               | - República Dominicana - Clariza Garrido |
| (TOP 15) Semifinalistas | - Brasil - Florence Alvarenga - Grécia - Katerina Papadimitriou - Holanda - Anna Maria Groot - Itália - Marva Bartolucci - Líbano - Sylva Ohannesian - Nova Zelândia - Pamela King - Seicheles - June Gouthier - Sul da África - Ellen Peters |

     Colocação não-oficial, revelada posteriormente ao final do evento.

### Prêmios especiais
Prêmios dados antes da final do concurso, nos ensaios finais:
| Prêmio             | País & Candidata             |
| Miss Fotogenia     | - Holanda - Anna Maria Groot |
| Miss Personalidade | - Seicheles - June Gouthier  |

## Jurados
Ajudaram a definir a campeã:
1. Christopher Lee, ator;
2. David Hemmings, ator;
3. Joe Bugner, boxeador e ator;
4. Michael Crawford, ator e comediante;
5. Peter Dimmock, executivo da BBC;
6. Engelbert Humperdinck, cantor;
7. B. J. Arnau, cantora e atriz;
8. Suzanna Leigh, atriz;
9. Gregory Peck, ator;

## Candidatas
Disputaram o título este ano:
| - África do Sul - Shelley Latham - Argentina - Beatriz Callejón - Aruba - Edwina Diaz - Austrália - Virginia Radinas - Áustria - Roswitha Kobald - Bahamas - Deborah Louise Isaacs - Bélgica - Christiane Devisch - Bermudas - Judy Joy Richards - Botsuana - Priscilla Molefe - Brasil - Florence Gambogi Alvarenga - Canadá - Deborah Anne Ducharme - Chipre - Demetra Heraklidou - Colômbia - Elsa María Springtube Ramírez - Coreia do Sul - An Soon-young - Espanha - Mariona Rosell Rami - Estados Unidos - Marjorie Sue Wallace - Filipinas - Evangeline Ancheta Pascual - Finlândia - Seija Mäkinen | - França - Isabelle Nadia Krumacker - Gibraltar - Josephine Rodríguez - Grécia - Katerina Papadimitriou - Guão - Shirley Ann Brennan - Holanda - Anna Maria "Anke" Groot - Honduras - Belinda Handal - Hong Kong - Judy Yung Chu-Dic - Irlanda - Yvonne Costelloe - Islândia - Nina Breidfjord - Israel - Chaja Katzir - Itália - Marva Bartolucci - Iugoslávia - Atina Golubova - Jamaica - Patricia "Patsy" Yuen Leung - Japão - Keiko Matsunaga - Líbano - Sylva Ohannesian - Luxemburgo - Giselle Anita Nicole Azzeri - Malásia - Narimah Mohamed Yusoff - Malta - Carmen Farrugia | - Maurício - Daisy Ombrasine - México - Gladys Rossana Villares Moreno - Noruega - Wenche Steen - Nova Zelândia - Pamela King - Peru - Mary Núñez Bartra - Porto Rico - Milagros García - Portugal - Maria Helena Pereira Martins - Reino Unido - Veronica Ann Cross - República Dominicana - Clariza Garrido - Seicheles - June Gouthier - Singapura - Debra Josephine de Souza - Sri Lanca - Shiranthi Wickremesinghe - Suécia - Mercy Nilsson - Suíça - Magda Lepori - Sul da África - Ellen Peters - Tailândia - Pornpit Sakornujiara - Turquia - Beyhan Kiral - Venezuela - Edicta de los Ángeles Oporto |

## Histórico

### Substituições
- Malásia - Marjorie Anne Hon ► Narimah Yusoff
- México - María del Rosario González ► Gladys Moreno
- República Dominicana - Griselda Minguéz ► Clariza Garrido

### Desistências
- Alemanha - Ingeborg Braun
- Costa Rica - Rossy Mora Badilla
- Dinamarca - Anette Grankvist
- Equador - Ana Patricia Rivadeneira Peña
- Índia - Firoza Cooper
- Nicarágua - Ana Cecilia Saravia Lanzas
- Paraguai - María Gloria González